# Distenia notabilis
Distenia notabilis là một loài bọ cánh cứng trong họ Cerambycidae.